# Anne Jardin
Anne Elizabeth Jardin, född 26 juli 1959 i Montréal, är en kanadensisk före detta simmare.
Jardin blev olympisk bronsmedaljör på 4 x 100 meter frisim vid sommarspelen 1976 i Montréal.